# Josef Pecanka
Josef Pecanka (7. travnja 1925. – 28. srpnja 2015.) je bivši austrijski nogometaš i nogometni trener, ali poznat je i kao hokejaš na travi, trener u hokeju na travi te trener u dvoranskom hokeju. 

## Nogometna karijera
Igrao je za 1. Simmeringer SC od 1953. i 1959. i za Post SV Wien.
Trenirao je nekoliko klubova.
Radio je kao trener u omladinskom pogonu u idućim klubovima:
- First Vienna FC 1894 (1960. – 1968.)
- Rapid (Beč) (1968. – 1972.)
- First Vienna FC 1894 (1972. – 1973.)
- Austria (Beč) (1973. – 1975.)
- Rapid (Beč) (1976. – 1979.)

Glavnim je trenerom bio u idućim klubovima:
- Rapid (Beč) (1975.)
- Austria (Beč) (rujan 1975. – 1976.)

Bio je osobnim trenerom Hansa Krankla.

## Hokejaška karijera
Igrao je za Post SV Wien . Igrao je na mjestu napadača.
Na hokejaškom turniru na Olimpijskim igrama 1948. u Londonu je bio u austrijskom izabranom sastavu. Nije odigrao ni jedan susret. Bio je pričuvnim igračem.
Na hokejaškom turniru na Olimpijskim igrama 1952. u Helsinkiju je igrao za Austriju, koja je ispala u četvrtzavršnici, a nakon razigravanja po kup-sustavu osvojila 7. mjesto. 
Na hokejaškom turniru na Olimpijskim igrama 1980. u Moskvi je bio izbornikom austrijske ženske reprezentacije. Osvojio je 5. mjesto.
Osim ženskog sastava, bio je trenerom austrijske muške reprezentacije i austrijske juniorske reprezentacije. Hallenhockey

## Dvoranski hokej
Bio je trenerom austrijske muške, ženske i te juniorskih reprezentacija.

## Uspjesi
- 2 x austrijski nogometni kup: 1974. s bečkom Austrijom, a 1976. s bečkim Rapidom
- 5. mjesto na ženskom hokejaškom turniru na OI 1980. u Moskvi
- europski prvak 1982. u kategoriji "ispod 21" na 1. dvoranskom EP u Beču